# Kościół św. Gawła w Pradze
Kościół św. Gawła w Pradze (czes. Kostel svatého Havla) – zabytkowy kościół w stylu barokowym (z elementami gotyku) na Starym Mieście w Pradze.

## Historia
Świątynia została wybudowana w latach 1232–1263 w stylu gotyckim na polecenie króla Wacława I. W XIV wieku nadano jej ostatecznie charakter bazyliki gotyckiej. W 1353 kościół pozyskał cenną relikwię – głowę św. Gawła, pochodzącą z klasztoru w St. Gallen w Szwajcarii, a podarowaną praskiemu kościołowi przez cesarza Karola IV.
W drugiej połowie XIV wieku w kościele tym głosili kazania pionierzy husytyzmu Konrad Waldhauser i Jan Milicz z Kromieryża, a później, w 1404, sam Jan Hus. Proboszczem parafii św. Gawła był m.in. św. Jan Nepomucen.
W 1627 cesarz Ferdynand II podarował kościół karmelitom trzewiczkowym, którzy dokupili w 1664 jeszcze okoliczne posesje i postawili przy świątyni swój klasztor (kamień węgielny położono w 1671). Na przełomie XVII i XVIII wieku doszło do przebudowy świątyni, której nadano charakter barokowy. Przebudową kierował Giovanni Domenico Orsi de Orsini (do 1704), a następnie Paweł Ignacy Bayer.
W 1786, po kasacie zakonu karmelitów w wyniku reform józefińskich, budynki klasztorne przejęła fundacja religijna, następnie ulokowały się tam sklepy, w końcu manufaktura wyrabiająca koronki. W okresie komunistycznym w budynkach znajdowały się siedziby m.in. radzieckiego centrum kulturalnego i sklepu samochodowego sprzedającego samochody marki Czajka.

## Wnętrze

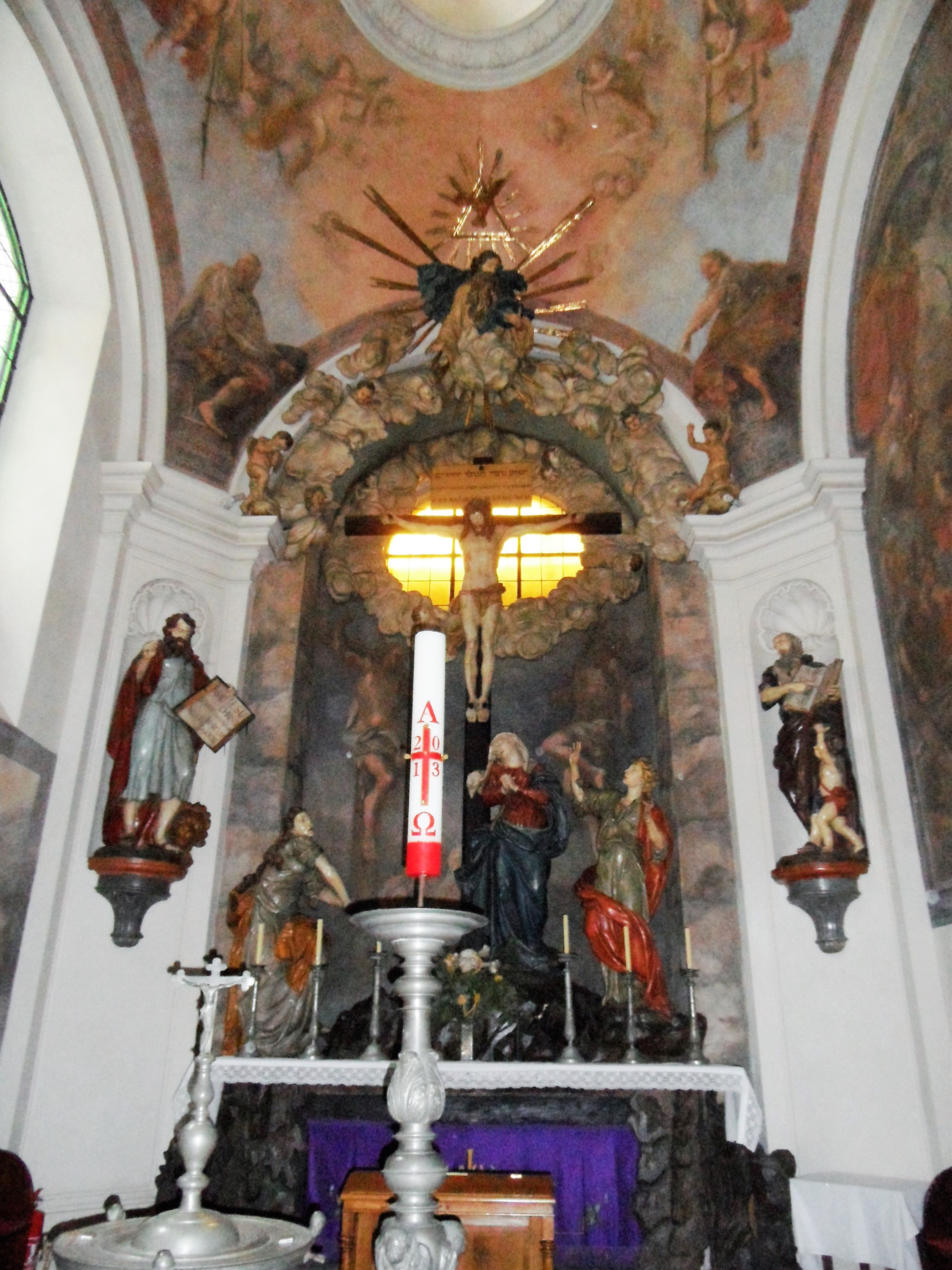
Kalwaria autorstwa Ferdynanda Maksymiliana Brokoffa

Wnętrze kościoła o charakterze barokowym zawiera także elementy gotyckie. Znajduje się tam wielka drewniana kalwaria z 1726, będąca dziełem snycerza Ferdynanda Maksymiliana Brokoffa. W kościele tym w 1671 pochowany został czeski malarz barokowy Karel Škréta.